# Рахимов, Камиль Юсуфович
Камиль Юсуфович Рахимов (тат. Камил Йосыф улы Рәхимов; 25 августа 1900 года — 25 февраля 1978 года) — татарский и башкирский композитор. Заслуженный деятель искусств БАССР (1969). Член Союза композиторов СССР с 1943 г. Участник Великой Отечественной войны.

## Биография
Рахимов Камиль Юсуфович родился 25 августа 1900 года в г. Севастополе в семье поволжских татар, происходивших из деревни Новомочалеи Симбирской губернии (ныне в Пильнинском районе Нижегородской области). Его отец Юсуф Рахимов был священнослужителем — имамом главной мечети города, 12-м в поколении служителей культа из рода Рахимовых. Камиль в детстве научился играть на мандолине, подбирая по слуху любые мелодии.
В 1919—1921 годах служил в рядах Красной Армии музыкантом военных оркестров. После окончания Крымского рабфакав 1924 году поехал учиться в Ленинград в политехнический институт имени М. И. Калинина. Не закончив институт, пробовал поступить в Ленинградскую консерваторию. Провалившись на экзаменах в консерваторию, он в 1927 году поступил в Казанский восточный музыкальный техникум на оркестровый факультет, потом перевелся в Уфимский техникум искусств.
В 1929 году окончил отделение духовых инструментов Башкирского техникума искусств — класс валторны. Музыкальное оформление спектакля «Башкирская свадьба» по пьесе Мухаметши Бурангулова стало его дипломной работой.
По окончании Башкирского техникума искусств в 1929—1930 годах работал заведующим музыкальной частью Башкирского театра драмы, в 1930—1938 годах — музыкальный редактор Башрадиокомитета.
С 1939 по 1943 год преподавал математику в старших классах Старосубхангуловской башкирской средней школы Бурзянского района. Одновременно он занимался фольклорной работой, записями башкирских народных преданий и мелодий.
Причиной переквалификации было следующее: в 1938 году в БАССР проводились политические репрессии против «башкирских националистов», включая репрессии против служителей культа. В июле 1938 года арестовали и расстреляли его отца. Тогда же арестовали и Камиля Рахимова. Долгое время он находился под следствием. Позднее, отвечая на вопрос, привлекался ли он к суду и следствию, Рахимов писал: «По решению тройки в 1938 году был направлен в административном порядке — сослан на пять лет в Бурзянский район Башкирии, откуда в 1943 году призван в ряды Советской Армии».
В 1943—1945 годах служил музыкантом военного оркестра Уфимского гарнизона, в 1945—1947 годах — редактором музыкального вещания Башкирского радиокомитета.
В 1948—1953 годах работал научным сотрудником фольклорного кабинета при Управлении по делам искусств при Совете Министров БАССР, секретарем Союза композиторов БАССР. В 1948—1949 годах принимал участие в фольклорных экспедициях БашНИИ языка, литературы и искусства им. М.Гафури и МГУ. Ими собраны и переложены на ноты множество башкирских, татарских и русских песен и мелодий. Камиль Рахимов сумел переложить на ноты сложные башкирские протяжные песни. Например, «Хандугас» (Соловей), «Азамат» и др. Он же сохранил и подготовил для печати произведения репрессированного выдающегося певца и композитора, основоположника башкирской профессиональной музыкальной школы Газиза Альмухаметова, многие годы оказывал моральную поддержку его семье.
Скончался 25 февраля 1978 года в Уфе.
Рахимов Камиль Юсуфович является автором учебников музыки и пения (совм. с Г. Сулеймановым) для общеобразовательных школ на башкирском языке для I—IV классов (Уфа, 1951), I—VI классы (Уфа, 1959), I—VIII классы (Уфа, 1967).

## Сочинения
Башкирский марш (1949), Концертные вальсы (1950, 1956, 1961), Два башкирских танца (1969); для голоса и симфонического оркестра. — Три протяжные башкирские песни (сл. нар., 1947—1951); марш к Х-летию Башк. АССР (1929), Походный марш (1958); Фантазия на башкирские народные темы (1935), Лирическая песня (1945), Танец девушек (1950);
Музыка к постановкам Ансамбля народного танца Башкирии (совм. с Т. Каримовым, 1952, 1954, 1955);
Песня Гюльгайши (сл. нар., 1929), Марш колхозников (сл. С. Кудаша, 1933), Летнее утро (сл. М. Сюндюкле, 1946), Грущу о тебе (сл. А. Гафури, 1950), В ожидании письма (сл. М. Марата, 1958), Моему народу слава (сл. Я. Кулмыя, 1960), Прихожу к роднику (сл. Я. Кулмыя, 1961), Родина моя (сл. Я. Кулмыя, 1968), Советскому космонавту слава (сл. А. Игебаева, 1961), Башкортостан (сл. З. Кульбекова, 1964), Друзьям-героям (сл. З. Кульбекова, 1971), На широких полях; (сл. З. Кульбекова, 1971); хоры, в том числе Марш летчиков (сл. К. Даяна, 1947). Муглифа (сл. А. Гафури, 1950), Песня Гюльшат (сл. М. Карима, 1951), Песня бригадира (сл. А. Ихсана, 1951), На берегу Демы (сл. М. Сюндюкле, 1952), Марш молодежи (сл. К. Даяна, 1957), Марш братства (сл. М. Марата, 1957), Кантата о дружбе (сл. М. Сюндюкле, 1957), Песня коммунистических бригад (сл. М. Марата, 1959), Здравствуй, молодость (сл. Я. Кулмыя, 1959), Песня молодых строителей (сл. А. Игебаева, 1961), Огням Урала слава (сл. М. Гали, 1970);
Концертный вальс (1958); песни для детей, в том числе Путь Ленина (сл. нар., 1960), Танец октябрят (сл. М. Садыкова, 1960), Пионерская поздравительная (сл. М. Садыкова, 1960), Осень (сл. К. Даяна, 1961), Зайчик (сл. К. Даяна, 1961), Песня юных туристов (сл. Г. Байбурина, 1965), Часы (сл. М. Джалиля, 1966);
Музыка к драматическим спектаклям «Башкирская свадьба» (1929), «Карагул» Д. Юлтыя (1930); Музыка к радиопостановкам;
Обработка около сотни башкирских и татарских народных песен.

## Память
В 1994 году на доме №8 по улице Кирова в Уфе открыли мемориальную доску с надписью на башкирском и русском языках: «В этом доме с 1960 по 1978 годы жил и работал заслуженный деятель искусств Республики Башкортостан композитор Камиль Юсуфович Рахимов. 1900—1978».
Захоронение Камиля Рахимова на мусульманском кладбище Уфы в 1990 включено в число исторических памятников.

## Награды и звания
- Заслуженный деятель искусств БАССР (1969)